# وبرت‌ویت
وبرت‌ویت (به انگلیسی: Waberthwaite) یک روستا و محله مدنی در بریتانیا است که در Copeland واقع شده‌است. وبرت‌ویت ۲۳۰ نفر جمعیت دارد.